# Pedaria humana
Pedaria humana är en skalbaggsart som beskrevs av Yves Cambefort 1982. Pedaria humana ingår i släktet Pedaria och familjen bladhorningar. Inga underarter finns listade i Catalogue of Life.